# Donny Anderson
Donny Anderson é um ex-jogador profissional de futebol americano estadunidense.

## Carreira
Donny Anderson foi campeão do Super Bowl II jogando pelo Green Bay Packers.